# Campionato italiano maschile di pallanuoto Under 18 A
Il campionato italiano maschile di pallanuoto Under 18 A è stata una delle categorie dei campionati italiani giovanili. Il torneo veniva organizzato dalla FIN e dai relativi comitati regionali ed era riservato ad atleti di età inferiore ai 18 anni. La prima edizione risaliva al 2020, quando ha sostituito il campionato riservato agli Under 17.

## Formula
Il torneo era aperto ai settori giovanili delle società iscritte ai campionati di Serie A1 e Serie A2. Anche le prime quattro squadre classificate del campionato Under 18 B hanno il diritto a parteciparvi: se raggiungono le finali nazionali tale diritto si riconfermava anche per la stagione successiva, indipendentemente dalla categoria di appartenenza della società maggiore. Lo svolgimento prevede una fase preliminare interregionale organizzata dai Comitati Regionali, con le squadre partecipanti suddivise in dodici gironi da quattro squadre da cui le prime due classificate avanzano alla prima fase, mentre le terze e le quarte accedono al campionato B. Nella regular season si disputano quattro gironi da sei squadre ciascuno, con gare di andata a ritorno che qualificano le prime classificate di ciascuno di essi alle Finali nazionali, organizzate direttamente dalla FIN e costituite da semifinali e finali.

## Albo d'oro
| Stagione | Vincitore     | 2º posto      | 3º posto    |
| -------- | ------------- | ------------- | ----------- |
| 2021     | Pro Recco     | Roma Nuoto    | Posillipo   |
| 2022     | Roma Vis Nova | Pro Recco     | Acquachiara |
| 2023     | Lazio         | Roma Vis Nova | Posillipo   |

### Titoli per squadra
| Squadra       |   | 2º | 3º | Podi |
| ------------- | - | -- | -- | ---- |
| Pro Recco     | 1 | 1  | 0  | 2    |
| Roma Vis Nova | 1 | 1  | 0  | 2    |
| Lazio         | 1 | 1  | 0  | 2    |
| Roma Nuoto    | 0 | 1  | 0  | 1    |
| Posillipo     | 0 | 0  | 2  | 2    |
| Acquachiara   | 0 | 0  | 1  | 1    |

### Titoli per provincia
| Città  |   | Club                |
| ------ | - | ------------------- |
| Roma   | 2 | Vis Nova 1, Lazio 1 |
| Genova | 1 | Pro Recco 1         |

### Titoli per regione
| Regione |   | Club                |
| ------- | - | ------------------- |
| Lazio   | 2 | Vis Nova 1, Lazio 1 |
| Liguria | 1 | Pro Recco 1         |